# 新北市立清水高級中學
24°58′57″N 121°27′55″E / 24.98250°N 121.46528°E
新北市立清水高級中學（縮寫：CSSH），簡稱清水高中、清中、新北清水，為一所位於新北市土城區的市立完全中學，隸屬新北市教育局。

## 校史

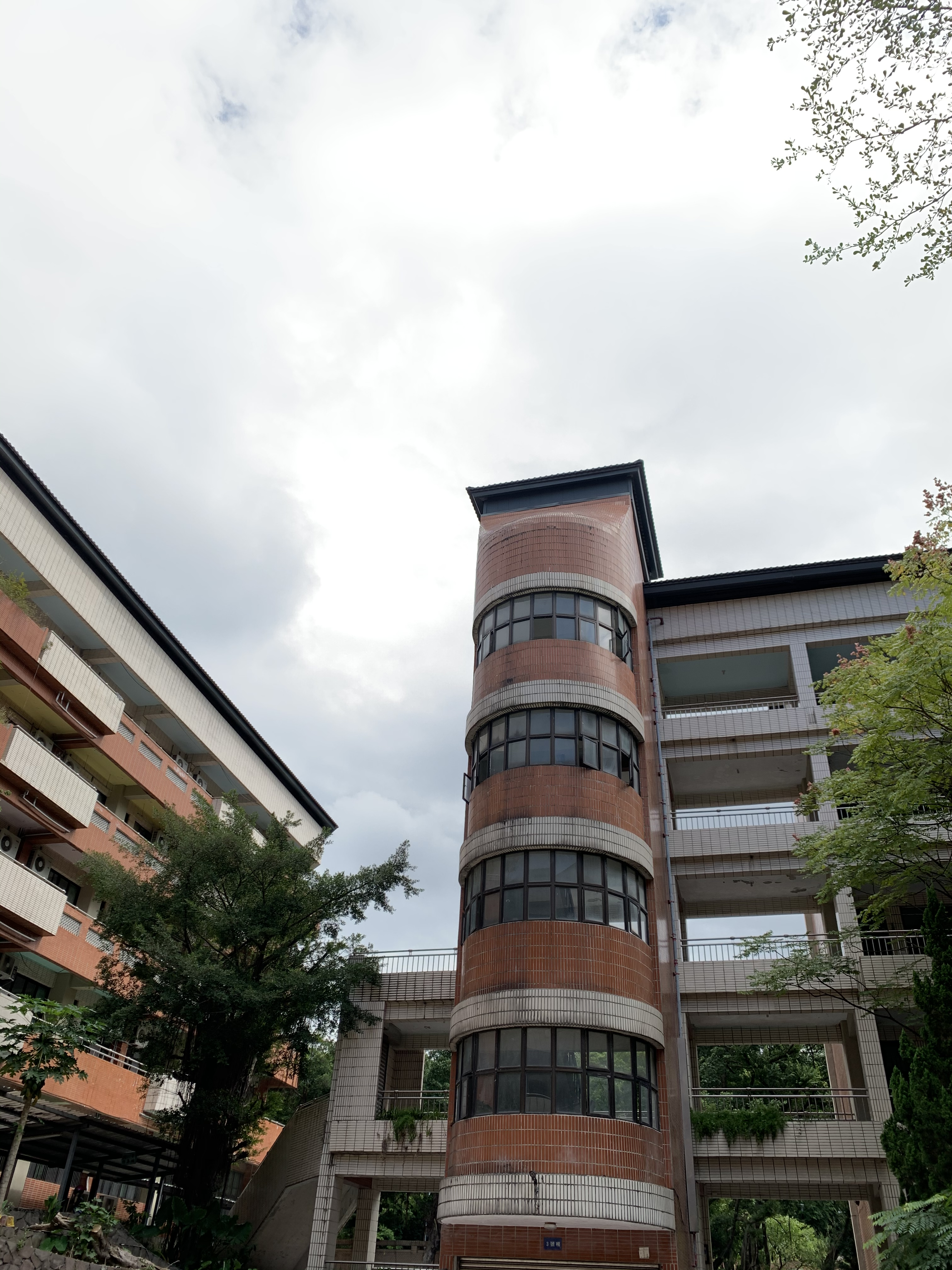
新北市立清水高中校景

- 1992年，第一、二期校舍完工，借讀廣福、清水國小的學生遷回該校現址上課。
- 1995年，設立國中補校。
- 1996年，改制完全中學，更名「臺北縣立清水中學」，除原有國中部外，另增設高中部普通班八班。
- 1999年，設立高中補校；科學館、圖書館、綜合體育館及溫水游泳池完工，此乃該校今日校舍全景。
- 2000年，依《高級中學法》將完全中學改制為高級中學，更名為「臺北縣立清水高級中學」。
- 2010年，因應臺北縣升格為新北市，更名為「新北市立清水高級中學」。
- 2015年，設立新北市第一所「舞蹈班」。

## 學生社團

### 自治類
- 班聯會
- 畢聯會
- 學生議會

### 才藝類
- 漫畫研究社
- 戲劇社
- 圍棋社
- 棋奕社
- 魔術社
- 桌遊社
- 心靈探索社
- 嘻哈研究社
- 韓國文化研究社
- 卡牌社
- 樂讀社
- 羽球社
- 鬥牛社
- 自由表演社
- 食物研究社

### 文學類
- 樂讀社
- 辯論社

### 程式科技類
- 新興科技社

### 音樂類
- 木吉他社
- 熱門音樂社
- 流行音樂社
- 嘻哈音樂研究社

### 舞蹈類
- 街舞社

### 服務類
- 高崗康輔社

### 文化類
- 國際文化交流社
- 韓國文化研究社

### 體育類
- 羽球社
- 籃球社
- 鬥牛社
- 排球社
- 武術隊
- 跆拳隊
- 舉重隊
- 足球隊

## 歷任校長
| 任別   | 姓名   | 就職時間   |
| ------ | ------ | ---------- |
| 第一任 | 尤育士 | 1990～1994 |
| 第二任 | 傅朝華 | 1994～1996 |
| 第三任 | 黃嘉明 | 1996～2002 |
| 第四任 | 許照庸 | 2002～2005 |
| 第五任 | 黃文煜 | 2005～2013 |
| 第六任 | 鍾雲英 | 2013～2022 |
| 第七任 | 賴來展 | 2022～至今 |

## 姐妹校
日本廣島縣立福山明王台高等學校